# Pirkko Helenius
Pirkko Helenius (ur. 7 czerwca 1951 w Helsinkach) – fińska lekkoatletka, specjalistka skoku w dal, medalistka mistrzostw Europy w 1974.
Zdobyła brązowy medal w skoku w dal na mistrzostwach Europy w 1974 w Rzymie, przegrywając jedynie z Iloną Bruzsenyák z Węgier i Evą Šuranovą z Czechosłowacji.
Była mistrzynią Finlandii w skoku w dal w 1969, 1970, 1974 i 1977, a także w pięcioboju w 1969 i 1970, a w hali w biegu na 400 metrów w 1972 i w skoku w dal w 1973.
5 września 1970 w Helsinkach wyrównała rekord Finlandii w skoku w dal rezultatem 6,12 m. Jej rekord życiowy został ustanowiony podczas mistrzostw Europy w Rzymie 3 września 1974 i wynosił  6,59 m.